# Говоров, Николай Владимирович
 Николай Владимирович Говоров  (1 октября 1881 — ?) —  эсер, член Всероссийского учредительного собрания, краевед, археолог, пионер охраны культурных ценностей в Советской России.

## Биография
Родился в Ряжске в семье офицера. По сословному происхождению из мещан. В 1900 году выпускник Рязанской гимназии, в том же году поступил и 1904 году окончил юридический факультет Московского университета.
Ещё учась в Университете, стал членом партии социалистов-революционеров. С 1903 года поднадзорный. В 1905-1907 годах вёл революционную пропаганду в Рязанской губернии и в Рязани. Во время дискуссий с эсдеками в Рязани по аграрному вопросу представлял точку зрения эсеров. 17 сентября 1907 года участвовал в губернском съезде рязанских эсеров, задержан. Приговорён к высылке в Архангельскую губернию, но по просьбе матери была заменена на ссылку в Астраханскую губернию на 2 года  под гласный надзор полиции.
В 1911 году вернулся из ссылки в Рязань, продолжал революционную пропаганду среди рязанских крестьян, участвовал в работе местной группы патрии эсеров. В 1911-1916 годах — помощник присяжного поверенного в Рязанской губернии и в городе Рязани.
После июня 1916 года на военной службе. Рядовой команды одного из запасных полков, позднее юнкер Алексеевского военного училища. В 1917 году прапорщик а 78-го запасного пехотного полка Рязанского гарнизона.
8-12 апреля 1917 съезд Рязанский съезд представителей общественных организаций избрал прапорщика 78-го запасного пехотного полка Говорова заместителем председателем губернского исполкома Комитета общественных организаций, а председателем был избран член партии эсеров, учитель Ф. К. Павлов (по другим сведениям Н. В. Говоров был[когда?] председателем Рязанского губисполкома). Избран гласным Рязанской городской думы.
25 мая — 4 июня 1917 года Делегат III Съезда Партии социалистов-революционеров. 3 (16) июня по 24 июня (7 июля) 1917 года 1917 года делегат I Всероссийского съезда Советов рабочих солдатских депутатов.
В конце 1917 года избран во Всероссийское учредительное собрание от Рязанского избирательного округа по списку № 3 (эсеры и Совет Крестьянских Депутатов).
На II губернском учредительном съезде Советов в конце февраля 1918 г. была принята резолюция о создании в Рязани Комиссии по охране искусств и библиотек. 3 марта 1918 г. в структуре Губоно был образован отдел по охране памятников искусства и библиотек, в задачи которого входило «спасти от разгрома и собрать в Рязани все наиболее ценное в художественном смысле, а равно библиотеки, находящиеся в бывших помещичьих усадьбах Рязанской губернии». Это была первая организация по охране памятников культуры в Советской России, она была создана снизу без директив власти (единого центра власти, впрочем, в тот момент и не было). В комиссию вошёл Н. В. Говоров в качестве "разъездного агента". Вот одна из записей о деятельности Н. В. Говорова на этом поприще:
Вернулся из Стенькина Говоров: привез из имения Мерхелевичей картины, библиотеку и рукописи. По его рассказам, солдаты книгами и рукописями топили печи, а в картины учились стрелять в цель: в глаз, в нос, в рот. Несколько картин оказались с огнестрельными ранами.

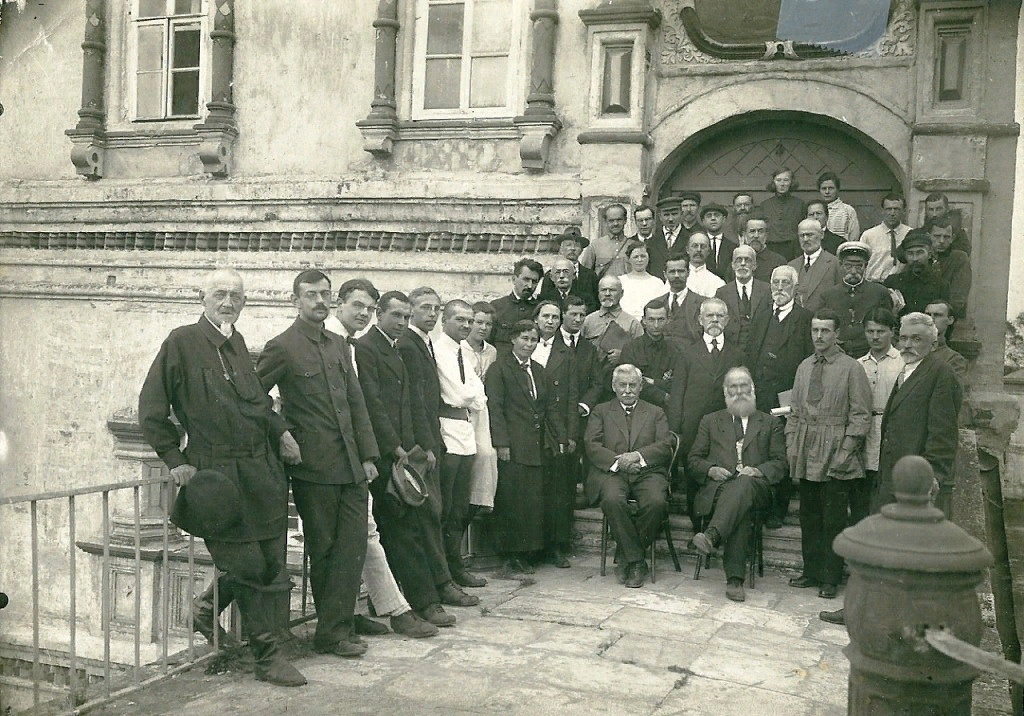
28 сентября-2 октября 1924 года, 1-я областная конференция музейных работников Центрально-промышленной области. Рязанский кремль. В центре сидят В. А. Городцов и С. Д. Яхонтов, справа от них стоит Н. В. Говоров.

В сентябре 1918 Говоров арестован и в качестве заложника более месяца находился в Рязанской губернской тюрьме.
30 ноября 1918 года учреждён Рязанский губернский историко-художественный музей. С ноября 1918 по июль 1921 года — заведующий Рязанским губернским музеем, с 1919 г. возглавлял музейную секцию при Губоно
В 1925 году на заседании памяти  организатора Рязанской ученой архивной комиссии А. В. Селиванова прочёл доклад  «Некоторые черты для характеристики А. В. Селиванова».
Во второй половине 1920-х в начале 30-х годов Н. В. Говоров много занимался археологической разведкой Рязанщины. Только в одном Кадомском районе он описал 11 древних памятников: Мокшанскую и Бельскую стоянки эпохи неолита, обнаружил предметы бронзового века на холме Кокуй, нашёл древне-славянское селище наш на Вознесенской горе, и финно-угорское - на холме "Преображенский"
В 1927 году провёл археологическую разведку на дюнах близ с. Дубровичи. В 1929 году участвовал в раскопках Переяславля Рязанского. В 1929-1930 гг. Н.В. Говоров произвел сборы у с. Канищево (стоянка Логинов Хутор).
В 1929 году был заместителем председателя Историко-бытовая комиссии Общества исследователей Рязанского края (председатель Д. Д. Солодовников). В 1929 года на общем собрании общества сделал доклад "Об основании Переяславля Рязанского", на собрании комиссии "О суевериях в городе Рязани". Проводил исследования в Рязанском Кремле.
Однако уже к 1930 году Н. В. Говоров лишился места службы. Сообщалось, что в 1930 году он числился на учете в Рязанской окружной бирже труда.
Тем не менее он и позже продолжал работать. Есть указания на участие в сборе коллекций в "архиерейском саду" в 1932 году. Сохранился отчет Н. В. Говорова об археологической разведке за 1932 год. Но его дальнейшие следы теряются. Предполагают, что он мог быть репрессирован в 1937 году. Но ни дата ареста, ни инкриминируемые статьи, ни приговор неизвестны, как не известна и дата смерти Николая Владимировича Говорова.

## Труды
- Говоров Н. В.  Материалы по истории быта Рязанского края. Труды Общества исследователей Рязанского края. Вып. 17. Рязань: Гостип, 1928. 15 с.
- Говоров Н. В. Разведки 1929 г.: рукопись//НА РИАМЗ, №255;
- Говоров Н. В. Археологическое обследование г. Рязани: рукопись // НА РИАМЗ, Этнологический архив, № 410;
- Говоров Н. В. Предварительный отчет об исследованиях летом 1930 г. НАРМ, No 410.
- Говоров Н. В. Обследование археологических памятников у сел Шумашь, Дубровичи, Алеканово: рукопись // НА РИАМЗ, Этнологический архив, № 411;
- Говоров Н. В. Предварительный отчет о поездке в Кадомский район// НА РИАМЗ, №611;
- Говоров Н. В. Предварительный отчет об археологическом обследовании листа № 37 – 56 летом 1932 года: рукопись // НА РИАМЗ, № 665;

### Рекомендуемые источники
- Лошина Ю. В. Н. В. Говоров. Штрихи к портрету // Открытое хранение. Научно-информационный альманах. Рязань. 2012. № 1. С. 6–13.
- Лошина Ю. В. Письма Н. В. Говорова к А. А. Мансурову (подготовка к публикации) //  Открытое хранение. Научно-информационный альманах. Рязань. 2012. № 1. С. 46–47.
- Хвостов А. И. Говоров Н.В. // Материалы восьмых краеведческих чтений памяти В. И. Гаретовского (19 – 20 апреля 2012г.) – Рязань: Пресса, 2013. – С. 277.
- Хвостов А. И. Говоров Николай Владимирович //Ряжская энциклопедия. – Рязань, 2022. – С. 123.

## Комментарии
1. ↑  Земли в окрестностях Рязани  в XVI веке были пожалованы  Иваном Грозным боярину Ивану Васильевичу Шереметеву-Меньшому. Позднее поместье через приданное переходило от одного боярского рода к другому, им владели и Головнины, и Скопины-Шуйские, и Салтыковы. В 1780 году усадьбу за деньги купил Пётр Николаевич Дубовицкий. Его внучка Софья Александровна Дубовицкая в 1848 году вышла замуж за польского дворянина Сигизмунда Мерхелевича. Софьи состояла в родстве с братьями Жемчужниковыми (её сын Александр Мерхелевич был женат на Ольге Жемчужниковой, дочери Льва Жемчужникова[5]). В усадьбе Стенькино гостили и Алексей Толстой, и Александр Бородин, и Мария Ермолова[6].